# ماکاسکوین
ماکاسکوین (به انگلیسی: Macosquin) یک روستا در بریتانیا است. ماکاسکوین ۶۰۰ نفر جمعیت دارد.